# Mansfield Town F.C.
Mansfield Town Football Club – angielski klub piłkarski grający obecnie w League One. Klub ma swoją siedzibę w mieście Mansfield, leżącym w hrabstwie Nottinghamshire.

## Obecny skład
Stan na 31 stycznia 2023